# Albeluvisol

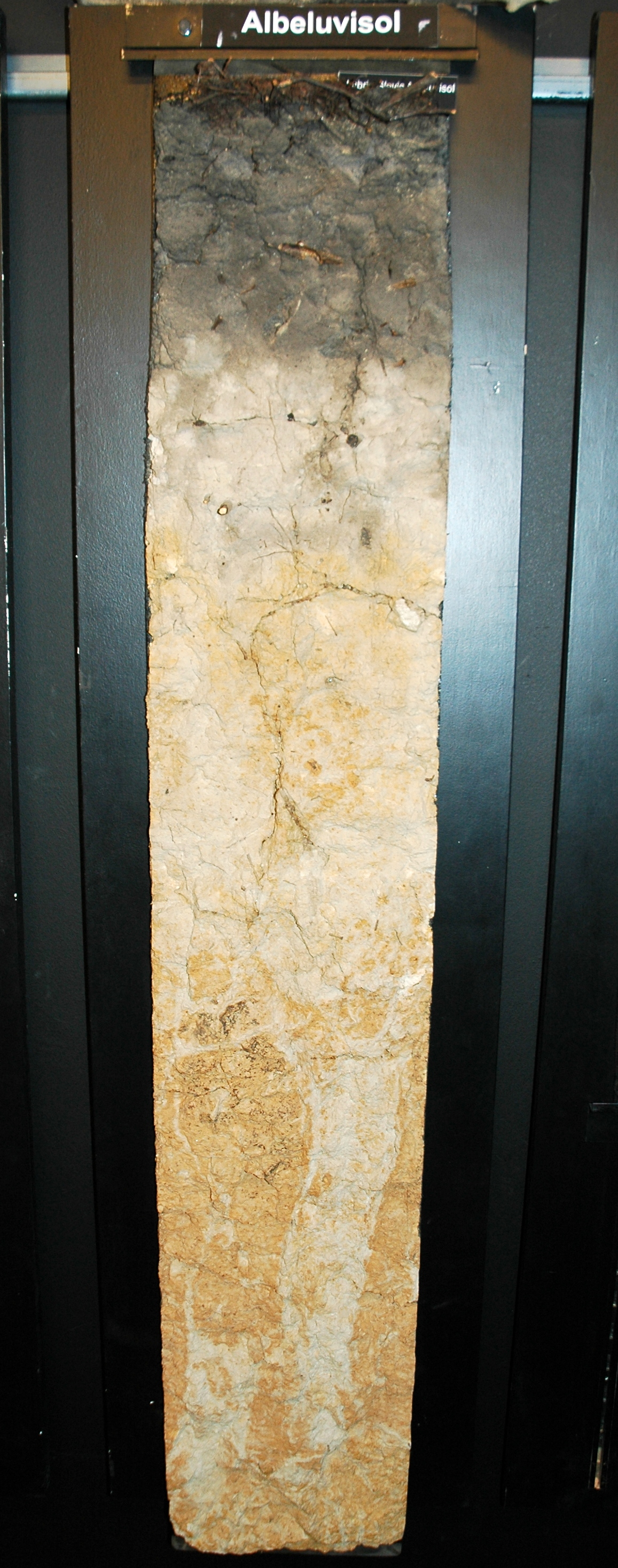
Albeluvisol

Een albeluvisol (in de World Reference Base for Soil Resources (WRB), Versie 1998 en 2007) is een bodem met een dunne donkere bovengrond (A horizont) op een gebleekte uitspoelingshorizont (albic E horizont) op een kleiinspoelingshorizont (Bt horizont). De grens tussen de E en de B horizont is zeer onregelmatig, waarbij de E soms diep in de B doordringt. Albeluvisols correleren met enkele great groups van de alfisols in de Amerikaanse bodemclassificatie (soil taxonomy).
Deze bodems komen voor in ongeconsolideerde glaciale afzettingen, lacustriene en fluviatiele materialen of in eolische afzettingen zoals löss. Ze komen vooral voor in een vlak tot licht glooiend landschap onder naaldbos of gemengd bos in een boreaal of gematigd klimaat met koude winters en korte koele zomers.
De geschiktheid voor de landbouw van albeluvisolen is meestal beperkt vanwege hun lage zuurgraad, lage nutriëntengehalte en problemen met grondbewerking en drainage. In noordelijke streken zijn ook het korte groeiseizoen en de strenge vorst gedurende de winter een probleem. Albeluvisols in de taiga zijn vooral bedekt met bos en kennen enkele kleine arealen waar veeteelt wordt bedreven. In de zuidelijke en westelijke delen van de taiga in Rusland worden ook akkerbouw gewassen als granen, aardappels en suikerbieten verbouwd, met name op de gronden met een hoge basenverzadiging in de ondergrond.
Albeluvisols beslaan ongeveer 320 miljoen hectare in Europa, Noord-Azië, Centraal-Azië en Noord-Amerika. Ze zijn geconcentreerd in twee gebieden:
- een gebied in Noordoost-Europa, Noordwest-Azië en Zuid-Canada waar sprake was van permafrost in het Pleistoceen; dit is het grootste areaal met albeluvisols, en
- een gebied met löss, dekzand en oude alluviale afzettingen in Noord Frankrijk, centraal België, Limburg en het westen van Duitsland.

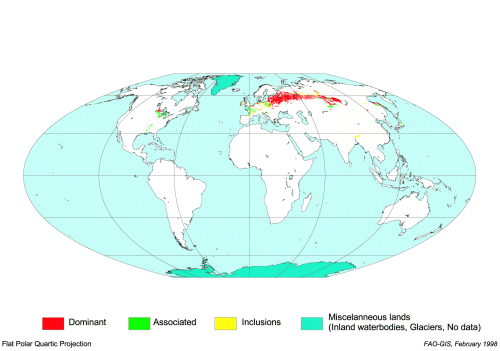
Voorkomen van albeluvisols

World Reference Base for Soil Resources: Acrisol · Alisol · Andosol · Anthrosol · Arenosol · Calcisol · Cambisol · Chernozem · Cryosol · Durisol · Ferralsol · Fluvisol · Gleysol · Gypsisol · Histosol · Kastanozem · Leptosol · Lixisol · Luvisol · Nitisol · Phaeozem · Planosol · Plinthosol · Podzol · Regosol · Retisol · Solonchak · Solonetz · Stagnosol · Technosol · Umbrisol · Vertisol

USDA Soil Taxonomy: Alfisol · Andosol · Aridisol · Entisol · Gelisol · Histosol · Inceptisol · Mollisol · Oxisol · Spodosol · Ultisol · Vertisol

Nederlandse bodemclassificatie: Veengronden · Podzolgronden · Brikgronden · Eerdgronden · Vaaggronden